# Russell Bufalino
Russell Bufalino, né à Montedoro (province de Caltanissetta, Sicile) le 29 octobre 1903 et mort à Kingston (Pennsylvanie) le 25 février 1994, est un gangster américain qui fut parrain de la famille du crime Northeastern Pennsylvania.

## Biographie

### Jeunesse
Né en Sicile, il émigre avec sa famille aux Etats-Unis en 1906.
Il commence sa carrière criminelle à Buffalo dans l'Etat de New York. Il rencontre dans les années 1920, Joseph Barbara, futur parrain de la famille de Pensylvannie. Il tisse à cette occasion et tout le long de sa carrière de nombreuses relations avec les différentes familles mafieuses de la côte Est des États-Unis.  
Durant sa jeunesse, il est impliqué dans de nombreux rackets, vols, extorsions, trafics de drogue, recels, etc.  
En 1928, il se marie avec Carolina Scandria, également originaire d'une famille mafieuse de Sicile.  
Il vit à partir des années 1940 dans la ville de Kingston dans l'état de New York.

## Années 1950: le congrès mafieux d'Apalachin 1957
Il participe en 1957 à l'organisation du congrès mafieux dans la ville d'Apalachin qui voit la participation d'une centaine des différentes familles mafieuses y participer pour régler les problèmes de succession à la suite de l'élimination du parrain Albert Anastasia.
Cet évènement provoque également l'irruption au cours de la réunion des forces de polices alertées par la concentration des limousines provoquant la fuite d'une centaine de mafieux à travers les bois environnants et la prise en compte désormais par les autorités de la réalité de la mafia, dont l'existence avait toujours été rejetée par J. Edgar Hoover, le tout puissant directeur du FBI qui se voit contraint d'agir.  
À la mort de Joseph Barbara, il est nommé officiellement en 1959 le chef de la famille de Pennsylvanie.  

### L'élection présidentielle américaine de 1960
Le père de JFK, qui avait bâti sa fortune durant la période de la prohibition avec l'aide de la mafia, Joseph Patrick Kennedy a sollicité l'appui de membres influents de la mafia parmi lesquels figuraient Sam Giancana, Santo Trafficante Junior et Russell Bufalino et plus spécifiquement le soutien de Sam Giancana pour remporter l'élection présidentielle de 1960,. 
Le trucage du vote dans plusieurs État dont celui de l’État de l'Illinois contribue à l'élection du candidat démocrate avec un écart de moins de 100 000 voix sur le candidat républicain, Richard Nixon, vice-président des États-Unis sous le mandat de Dwight D. Eisenhower.

## Les années 1970: premiers démêlés avec les autorités
En avril 1973, il est arrêté par le FBI à l'âge de 69 ans avec 18 autres membres de l'organisation criminelle, sous le coup de plusieurs charges dont recel de biens volés, obstruction à la justice, jeu illégal, interférence dans le commerce. Il n'est cependant pas condamné et est relâché contre une caution de 50 000 dollars.    
Sa maison est placée sous séquestre par l'IRS, (Internal Revenue Service, le fisc américain) pour un rappel d'impôts impayé de 21 000 dollars.   
En parallèle, il perd une bataille juridique de 15 ans contre le service d'immigration de l'État fédéral qui veut le renvoyer vers l'Italie, son pays de naissance, qui ne l'accepte pas sur son territoire. Il reste alors aux États-Unis où il peut librement résider,.    
En 1977, il est accusé d'une tentative d'extorsion de fonds par Jack Napoli, mafieux repenti, et le 8 août 1978, il est condamné à New York à une peine de quatre ans. Il purge trois ans de prison. En parallèle, il manœuvre au sein de sa famille pour réduire son implication et les risques de condamnation future.

## Années 1980: emprisonnement
Relâché en 1981, il est à nouveau accusé pour avoir menacé de mort et tenter de faire éliminer physiquement, Jack Napoli en 1975, mafieux repenti qui bénéficie du programme de protection des témoins. Il est alors condamné à 10 ans de prison au pénitencier fédéral Leavenworth et est relâché en 1989.    

## Années 1990: fin de vie
Il décède le 25 février 1994 et est enterré au cimetière Denison à Swoyersville en Pennsylvanie.

## Dans la culture populaire
Son personnage est incarné par Joe Pesci dans le film de Martin Scorsese The Irishman, sorti le 27 novembre 2019 sur la plateforme de streaming Netflix.
Le film retrace l'interconnexion entre la CIA et la mafia dans la lutte contre le régime communiste de Fidel Castro et le soutien de cette dernière à l'élection de John Fitzgerald Kennedy et à l'opération avortée de l'invasion de la Baie des Cochons en avril 1961 et sa lutte contre la croisade anticriminalité menée par Robert F. Kennedy.
Dans cette œuvre basée sur la biographie de Frank Sheeran, Russel Buffalino apparaît comme chef mafieux intervenant pour trouver des compromis diplomatiques pour régler les différents entre les différentes familles. Il apparaît comme l'initiateur de la disparition de Jimmy Hoffa. Il aurait ordonné à Frank Sheeran, en accord avec les principaux chefs mafieux, de le faire disparaître le plus discrètement possible. Russell Bufalino aurait souhaité sa mort car Jimmy Hoffa qui souhaitait reprendre la direction du syndicat, malgré l'interdiction qui lui avait été faite en 1973 par l'administration Nixon de diriger un syndicat pendant dix ans après sa libération de prison, menaçait de révéler aux autorités policières les liens qui liaient le syndicat des teamsters et la mafia qui y blanchissait de nombreux fonds illégaux.